# جيري سلون
جيري سلون (بالإنجليزية: Jerry Sloan) مواليد 28 مارس 1942 في ماكلينسبورو، هو لاعب كرة سلة أمريكي سابق تحول إلى التدريب بعد الاعتزال بدأ مسيرته الاحترافية في سنة 1965. يبلغ طوله 6 قدم 5 بوصة (2.0 م). اعتزل اللعب في 1976.

## فرق لعب لها
- واشنطن ويزاردز
- شيكاغو بولز

## روابط خارجية
- جيري سلون على موقع إن بي أي (الإنجليزية)
- جيري سلون على موقع سبورتس رفرنس (الإنجليزية)
- جيري سلون على موقع كلية كرة السلة في سبورتس رفرنس.كوم (الإنجليزية)
- جيري سلون على موقع ريلجم (الإنجليزية)
- جيري سلون على موقع بروبوليرز (الإنجليزية)
- جيري سلون على موقع سبورتس رفرنس (الإنجليزية)